# Alesis
Az Alesis amerikai audiotechnikai cég, amelyet 1980-ban alapítottak az Amerikai Egyesült Államokban.
Elsősorban stúdió-hangtechnikai eszközeiről ismert, de kiváló minőségű, jó ár/teljesítmény arányú népszerű szintetizátorokat is gyárt. A Los Angeles-i céget 2001-ben Jack O’Donnell vásárolta meg. A Los Angeles-i székhelyre utal egyébként a cég neve is, az „Alesis” márkanév tulajdonképpen a következőt jelenti: L.A. System.

## Ismertebb termékei
- Midiverb – az első igazán piacképes 16 bites hangprocesszor
- HR-16, SR-16, DM-5 – dobszintetizátorok
- Alesis ADAT – többsávos digitális hangrögzítő
- QS-sorozat – általános szintetizátorok
- Alesis Andromeda – analóg szintetizátor